# Edward Shortt
Edward Shortt (ur. 10 marca 1862 w Newcastle upon Tyne, zm. 10 listopada 1935) – brytyjski polityk, członek Partii Liberalnej, minister w rządach Davida Lloyda George’a.
Był synem pastora anglikańskiego z Newcastle upon Tyne. Wykształcenie odebrał w Durham School, a następnie na tamtejszym uniwersytecie. W 1890 r. rozpoczął praktykę adwokacką w Middle Temple. W latach 1907–1918 był pisarzem (Recorder) w sądzie w Sunderland. W 1910 r. został Radcą króla.
W polityce Shortt był związany z Partią Liberalną. W 1908 r. bez powodzenia startował w wyborach uzupełniających w okręgu Newcastle upon Tyne. W wyborach powszechnych w styczniu 1910 r. ponownie wystartował w tym okręgu i tym razem uzyskał mandat parlamentarny. Okręg ten reprezentował do jego likwidacji w 1918 r. Następnie przeniósł się do okręgu Newcastle upon Tyne West. W 1917 r. został przewodniczącym komisji ds. Military Service Act.
Działalność w komisji zwróciła na niego uwagę premiera Lloyda George’a, który w 1918 r. mianował Shortta Głównym Sekretarzem Irlandii. Po zakończeniu I wojny światowej Shortt został w 1919 r. ministrem spraw wewnętrznych. Na początku swojego urzędowania doprowadził do zakończenia strajku w policji. Musiał również zmierzyć się z problemem zdemoblilizowanych żołnierzy, z których wielu cierpiało na zaburzenia psychiczne. Doprowadził również do uchwalenia ustawy o rejestracji broni, gdyż wielu żołnierzy zatrzymywało broń jako wojenne trofeum.
Shortt pozostał na stanowisku ministra do upadku rządu Lloyda George’a w październiku 1922 r. Wkrótce potem zrezygnował z kariery parlamentarnej. W 1929 r. został przewodniczącym British Board of Film Censors. W okresie swojego urzędowania zabronił wyślwietlania 120 filmów. Zmarł podczas sprawowania urzędu w 1935 r.
W 1890 r. Shortt poślubił Isabellę Stewart Scott. Miał z nią jednego syna, który zginął w 1917 r., oraz trzy córki.